# Eriocaulon echinospermum
Eriocaulon echinospermum là một loài thực vật có hoa trong họ Cỏ dùi trống. Loài này được C.Wright mô tả khoa học đầu tiên năm 1870.